# Чортова наречена
«Чортова наречена» («Velnio nuotaka») — радянський художній фільм 1974 року, знятий режисером Арунасом Жебрюнасом на Литовській кіностудії.

## Сюжет
Музичний фільм за мотивами роману К. Борути «Млин Балтарагіса». Чорт Пінчюкас, вигнаний з раю, потрапляє до млина Балтарагіса, допомагає йому в роботі — і мірошник обіцяє видати за нього свою дочку Юргу. Дівчинка виростає і закохується в Гірдвайніса. Юнак має намір одружитися з Юргою, але Пінчюкас будує всілякі підступи і намагається перешкодити нареченому в день сватання дістатися млина.

## У ролях
- Вайва Майнеліте — Юрга та Марцеле (співає Аста Хоментаускене)
- Гедимінас Гірдвайніс — Пінчюкас, чорт (занепалий ангел) (співає Йонас Рупша)
- Регімантас Адомайтіс — Гірдвайніс (співає Вітаутас Кярнагіс)
- Василь Симчич — Балтарагіс, мірошник (співає Вікторас Малінаускас)
- Регіна Варнайте — Уршулі (співає Біруте Дамбраускайте)
- Бронюс Бабкаускас — Раупіс (співає Альфонас Вашкявічюс)
- Юозас Мешкаускас — Анупрас (співає Альфонас Вашкявічюс)
- Регіна Арбачяускайте — дівчина-селянка в шинку
- Зігмас Банявічюс — епізод
- Фелікс Ейнас — архангел, заступник Всевишнього (бога)
- Вальдас Ятаутіс — другий архангел (заступник бога) / сільський житель
- Юозас Канопка — священик
- Рімгаудас Карвяліс — Шешельгіс, шинкар
- Йонас Пакуліс — Всевишній (бог)
- Гедимінас Пранцкунас — чорт
- Біруте Раубайте — сільська мешканка
- Александрас Рібайтіс — епізод
- Едгарас Савіцкіс — скрипаль у шинку
- Альбінас Буднікас — селянин
- Інгріда Кілшаускайте — дівчина-селянка в шинку
- Дануте Кріштопайтіте — дівчина-селянка в шинку
- Юрате Онайтіте — дівчина-селянка
- Антанас Курклетіс — селянин
- Альгірдас Кубілюс — селянин
- Юозас Ярушявічюс — чоловік у шинку
- Антанас Мацкявічюс — селянин
- Альгімантас Вощікас — епізод
- Андрюс Карка — селянин

## Знімальна група
- Режисер — Арунас Жебрюнас
- Сценаристи — Арунас Жебрюнас, Сігітас Геда
- Оператор — Альгімантас Моцкус
- Композитор — В'ячеслав Ганелін
- Художник — Філомена Вайтекунене